# Soiuz T-4
The Soiuz-T (rus: Союз-T, Unió-T) va ser un vol espacial tripulat de la Unió Soviètica en 1981 a l'estació espacial Saliut 6. La nau espacial era de la tercera generació de naus espacials Soiuz, en servei durant set anys des de 1979 al 1986. La T ve de transport (транспортный, Transportny). La renovada nau espacial incorporava les lliçons apreses del Apollo Soyuz Test Project, Soiuz 7K-TM i les Soiuz militars.

## Tripulació
| Posició         | Tripulació                              | Tripulació                              |
| --------------- | --------------------------------------- | --------------------------------------- |
| Comandant       | Vladímir Kovaliónok Tercer vol espacial | Vladímir Kovaliónok Tercer vol espacial |
| Enginyer de vol | Víktor Savinikh Primer vol espacial     | Víktor Savinikh Primer vol espacial     |

### Tripulació de reserva
| Posició         | Tripulació       | Tripulació       |
| --------------- | ---------------- | ---------------- |
| Comandant       | Viatxeslav Zúdov | Viatxeslav Zúdov |
| Enginyer de vol | Borís Andréiev   | Borís Andréiev   |

## Paràmetres de la missió
- Massa: 6850 kg
- Perigeu: 201 km
- Apogeu: 250 km
- Inclinació: 51,6°
- Període: 88,7 minuts